# فيصل جاسم
فيصل جاسم نافل (مواليد 1 أكتوبر 1991) هو لاعب كرة قدم عراقي محترف يلعب في صفوف نادي الشرطة الذي يلعب في الدوري العراقي الممتاز. خاض أول مباراة دولية له مع منتخب العراق ضد منتخب تايبيه الصينية في 17 نوفمبر 2015 (مباراة ودية).

## روابط خارجية
- فيصل جاسم على موقع قاعدة بيانات كرة القدم.إي يو (الإنجليزية)
- فيصل جاسم على موقع Soccerway.com (الإنجليزية)
- فيصل جاسم على موقع كووورة